# Almond (Wisconsin)
Almond és una població dels Estats Units a l'estat de Wisconsin. Segons el cens del 2000 tenia 459 habitants.

## Demografia
Segons el cens del 2000, Almond tenia 459 habitants, 189 habitatges, i 126 famílies. La densitat de població era de 172,1 habitants per km².
Dels 189 habitatges en un 32,3% hi vivien nens de menys de 18 anys, en un 48,7% hi vivien parelles casades, en un 0% dones solteres, i en un 33,3% no eren unitats familiars. En el 30,2% dels habitatges hi vivien persones soles el 17,5% de les quals corresponia a persones de 65 anys o més que vivien soles. El nombre mitjà de persones vivint en cada habitatge era de 2,43 i el nombre mitjà de persones que vivien en cada família era de 3.
Per edats la població es repartia de la següent manera: un 26,1% tenia menys de 18 anys, un 10,2% entre 18 i 24, un 23,5% entre 25 i 44, un 24,2% de 45 a 60 i un 15,9% 65 anys o més.
L'edat mediana era de 36 anys. Per cada 100 dones de 18 o més anys hi havia 82,3 homes.
La renda mediana per habitatge era de 37.857 $ i la renda mediana per família de 47.500 $. Els homes tenien una renda mediana de 34.861 $ mentre que les dones 20.972 $. La renda per capita de la població era de 18.104 $. Aproximadament el 10,5% de les famílies i el 10,4% de la població estaven per davall del llindar de pobresa.

## Poblacions més properes
El següent diagrama mostra les poblacions més properes.